# Orde (religió)
Un orde religiós és un tipus d'institut de vida consagrada, religiós, on tots els seus membres emeten vots solemnes.

## Els ordes en les congregacions catòliques
En les tradicions del catolicisme els seus membres són anomenats regulars (perquè segueixen una regla) i, si són de sexe femení, monges.
Als preceptes comuns per a tots els fidels s'afegeixen els tres consells evangèlics de castedat, pobresa i obediència, que esdevenen obligatoris per mitjà dels vots perpetus o temporals (que s'han de renovar al vèncer el termini) i que sempre són públics, és a dir, acceptats com a tals per l'Església.
Aquest estat religiós comporta la vida fraterna en comunitat i un distanciament del món que variarà en funció del caràcter i la finalitat de cada institut.

## Tipus d'ordes
A l'Església d'Occident se'n distingeixen quatre tipus bàsics:
- Orde de canonges regulars: formades pels canonges d'una comunitat (una canonja, una catedral, etc.) que observen la vida comunitària i la combinen amb l'ofici clerical. El seu origen està en els capítols catedralicis, on els canonges van formar comunitats vivint junts. Majoritàriament, van seguir la Regla de Sant Agustí.
- Monàstics: formades per monjos o monges que viuen en comunitat, separats del món i dedicats al treball per a la pròpia comunitat o l'estudi, la pregària i la vida contemplativa.
- Mendicants: completen els vots amb la pobresa corporativa, ja que l'orde tampoc no pot posseir, com a entitat, riqueses. Es dediquen a l'apostolat, la tasca pastoral i d'assistència, deixant la vida contemplativa en un segon pla.
- Orde de clergues regulars: formats per clergues, amb l'objectiu de fer apostolat entre ells mateixos i assolir la perfecció del ministeri.

A més, es poden considerar com a ordes:
- els ordes monàstics de tipus semieremític: els membres viuen com a eremites, en solitud, la major part del temps i només actuen com a comunitat en alguns moments (oficis comuns, algunes festes, etc.)
- els ordes militars: on els membres feien vots religiosos i hi afegien el defensar la fe amb les armes. Són característiques del temps de les Croades.

## Característiques generals

### Regles religioses
Els ordes religiosos segueixen algunes de les regles establertes per regular la vida en comunitat dins dels monestirs o convents. Alguns ordes observen la Regla de Sant Benet que se centrà en el treball i en l'oració dins del monestir, generalment a les comunitats que segueixen aquesta regla se'ls anomena de vida contemplativa. La Regla de Sant Basili és emprada en menor quantitat d'ordes i sobretot en les comunitats monàstiques de les esglésies catòliques d'Orient i de l'Església Ortodoxa.
La gran majoria dels ordes religiosos de clergues regulars i altres tipus d'ordes religiosos segueixen la Regla de Sant Agustí (la més antiga d'Occident), que també regula les hores canòniques, les obligacions dels monjos, el tema de la moral i els diferents aspectes de la vida en comunitat, però no limita les tasques al monestir.
A més de les regles ja mencionades, hi ha també d'altres com la de Sant Francesc, primera regla de vida mendicant, i la de Sant Joan de Mata, organitzada en vista a la redempció de captius cristians en mans de musulmans.
Cada orde té les seves pròpies regulacions per a la pràctica de la seva regla, segons el seu carisma específic, que es coneixen com a constitucions o estatuts.

### Procés d'admissió
Eals ordes religiosos no només és regulada per l'Església Catòlica i la regla de vida apostòlica, sinó que també cada comunitat té les seves pròpies normes. Generalment després d'un llarg període que abasta l'aspirantat, postulantat i noviciat es prenen els vots temporals (o simples) que són renovats cada cert temps mentre el candidat prova la seva vocació. Si el candidat desitja ser admès permanentment en l'orde cal una professió pública dels consells evangèlics de pobresa, castedat i obediència confirmat pel vot solemne (o perpetu). Un dels efectes d'aquest vot és que el membre ja no és lliure per casar-se i més endavant, en cas d'abandonar l'orde, haurà de demanar un indult pontifici.